# 설봉중학교
설봉중학교(雪峰中學校)는 대한민국 경기도 이천시 창전동에 있는 공립 중학교이다.

## 학교 연혁
- 1989년 1월 26일 : 설봉중학교 설립 인가(21학급)
- 1989년 3월 1일 : 개교 및 초대 이문구 교장 취임
- 1989년 3월 3일 : 제1회 입학식
- 1989년 10월 20일 : 개교 기념식
- 1992년 2월 11일 : 제1회 졸업식(345명)
- 1993년 9월 8일 : 축구부 합숙소 “원화관” 준공
- 1995년 4월 28일 : 교훈 및 교가비 설치
- 2001년 1월 10일 : 다목적 체육관 신축
- 2003년 3월 1일 : 설봉중학교 38학급 인가
- 2023년 3월 1일 : 제12대 박정균 교장 취임
- 2024년 1월 10일 : 제33회 졸업식(273명) 총 13,606명

## 참고 자료
- 설봉중학교 - 한국교육학술정보원 학교알리미